# Bundesstraße 131n
Die Bundesstraße 131 neu (Abkürzung: B 131n) ist als deutsche Bundesstraße in Bayern geplant.

## Verlauf
Die Bundesstraße 131 neu soll im Endausbau die Verbindung zwischen der A 7 bei Dinkelsbühl und der A 9 bei Greding darstellen. Sie soll durch den Naturpark Altmühltal verlaufen. Bei Gunzenhausen soll die Trasse an die mit entsprechenden Ortsumfahrungen aufgewertete bisherige B 13 bis Ellingen anschließen.

## Geschichte
Die Idee dieser Straßenverbindung entstand im Jahre 2000 zur verbesserten Erschließung des Fränkischen Seenlandes im Landkreis Weißenburg-Gunzenhausen, einem Landkreis ohne Autobahnanschluss.
Das Sachgebiet Franken bei der Obersten Baubehörde im bayerischen Innenministerium hat 2005 eine verkehrswirtschaftliche Untersuchung für das weitere Teilstück von der A 7 bei Dinkelsbühl bis nach Gunzenhausen sowie die Umweltverträglichkeitsuntersuchung für das Teilstück Gunzenhausen-Greding beantragt. Beide Anträge wurden vom Bund mit der Begründung abgelehnt, dass die Ergebnisse der Untersuchungen bis zur tatsächlichen Realisierung der Bauvorhaben veraltet wären. Im November 2006 wurde jedoch die Durchführung der Umweltverträglichkeitsstudie und somit eine Konkretisierung der Trassenführung beschlossen.

## Stand der Planung
Das Teilstück von der B 13 bei Gunzenhausen bis zur Autobahn A 9 bei Greding war im Bundesverkehrswegeplan 2003 als Straße des „Weiteren Bedarfs“ aufgenommen. Im Entwurf des Bundesverkehrswegeplans 2030 hat es die Einstufung „Weiterer Bedarf mit Planungsrecht“. 2016 wurde die Bundesstraße im Bundesverkehrswegeplan auf die niedrigste Stufe abgestuft, wodurch eine Realisierung auf lange Zeit unwahrscheinlich geworden ist.
Für den 29,8 km langen Abschnitt der B 13 bzw. B 131n von Unterasbach nach Thalmässing ist eine Verkehrsdichte von 4.000 Fahrzeugen pro Tag für das Jahr 2015 vorausgesagt. Die Baukosten dieser Strecke werden auf 46 Mio. Euro geschätzt. Der etwa 20 km lange Abschnitt der B 131n von Ellingen-Höttingen bis zur Ortsumfahrung Alfershausen/Thalmässing mit einer Verkehrsstärke von rund 3.000 Fahrzeugen täglich soll ca. 30 Mio. Euro kosten.
Während das Land Bayern den Bau der B 131n für den Bundesverkehrswegeplan 2015 angemeldet hat, sehen verschiedene Gremien keine Chance für eine Verwirklichung. Die örtlichen Wirtschaftsgremien wie die IHK in den Landkreisen Roth und Weißenburg-Gunzenhausen sieht das genauso und fordert einen gemäßigten Ausbau der vorhandenen Straßen über den Staatsstraßenhaushalt. Darüber hinaus schlagen die Gremien eine verbesserte Linienführung der B 13 vor.